# 栗茂章
栗茂章（1923年—2019年7月27日），笔名栗粟，男，汉族，直隶（今河北）阜平人，中国剧作家、导演，曾任中国戏剧家协会理事。